# 炭素回収技術研究機構
炭素回収技術研究機構（たんそかいしゅうぎじゅつけんきゅうきこう、英：Carbon Recovering Research Agency）とは、二酸化炭素回収装置の開発・販売などを行っているベンチャー企業である。
この項では2020年に設立された一般社団法人炭素回収技術研究機構と、2024年にそれまで一般社団法人が持っていた事業の大部分を引き継ぐ形で設立された、関連企業の炭素回収技術研究機構株式会社について記述する。
一般社団法人・株式会社ともに略称はCRRA（シーラ）。

## 概要
代表理事・機構長は発明家、起業家で、ホリプロに所属するタレントである村木風海。2017年10月5日に創立、2020年4月7日に一般社団法人化、2024年5月7日に株式会社を設立、それまでの事業の多くを株式会社側に移行した。2023年時点の研究員数は20名であったが、2025年現在は8名となっている。
「地球温暖化を止め人類77億人全員を救う」「空気中の二酸化炭素からあらゆる有機製品を合成（全合成）・石油製品を置き換える」「人口爆発に備え火星移住を推進する」という、3つの野心的な目標を掲げているが、上記目標実現のための具体的な技術、事業収支や事業計画などについては、非公開や不明瞭な点が多い。経営は合議制を採用しておらず、法人のすべての方針を村木が決定する独任制である。

## 事業内容
現在は二酸化炭素回収装置「ひやっしー」の開発と販売、二酸化炭素から製造する燃料（バイオ燃料・E-fuel）「そらりん」の開発、サイエンスショー、講演会などを行うほか、本社内でフライトシミュレーター体験を提供している。
株式会社側が事業目的として定めている事業は以下の通り。
- 気候変動を抑止するための研究開発
- 有人火星探査等、次世代の宇宙関連技術の研究開発
- 研究開発の過程で生み出した装置・製品等の販売及びリース事業
- 低炭素社会を実現するための自動車・鉄道・船舶・航空機・宇宙機等輸送手段の設計及び研究開発、製造販売
- 陸上運送事業、海上運送事業、定期航空運送事業、不定期航空運送事業、航空機使用事業及び宇宙輸送事業
- 空港及び宇宙港の設置・運営・管理
- 地球上、宇宙空間及び惑星・衛星上における建築工事・土木工事・土地開発・都市開発・地域開発に関する企画・設計・管理・施工・請負
- 次世代の建築技術・居住空間設計に係る研究開発の成果を活用したホテル・旅館の経営、運営及び管理
- 低炭素社会の実現に資する暗号資産等のデジタル通貨の発行、流通、管理。決済手段の提供及び運営、資金移動業ならびに暗号資産交換業
- 有人宇宙探査を見据えた生命科学・医学領域の研究開発及び、研究の知見を活用した臨床検査、創薬、診断事業
- 情報収集、分析・防諜領域の研究開発及び、研究成果を活用した探偵業・調査業
- 研究開発や製品に係る毒物、劇物の製造、販売及び輸出入
- 次世代の科学者育成や科学に対する世間の理解・関心向上を目的とした教育事業・啓蒙活動、講演活動及び広報活動
- 食に関する研究開発及び、研究成果を活用した飲食店・カフェ等の運営、食品の販売
- 旅行業法に基づく旅行業
- 宇宙旅行事業
- 前各号に附帯関連する一切の事業

一般社団法人側は一部コンソーシアムの運営と気候変動及び火星移住の調査を行うとしている。
なお一般社団法人側は2020年の法人化以降、定款に定めた方法（官報への掲載）での公告を行っていないほか、2023年5月には学校創設の計画があることを明らかにしているが、2024年6月現在において2社は鉄道事業に係る各種登録や許可、航空運送事業者及び航空機使用事業者許可、宅地建物取引業免許、旅行業事業者登録、学校法人認可等、上記事業に必要な登録・許可・免許の多くを有していない。また、文部科学省指定の研究機関ではない。

## 沿革
- 2017年 - 村木の「温暖化対策を身近に ― CO2直接空気回収マシーン CARS-α ―」が総務省・角川アスキー総合研究所の異能vationプログラム[注 5]の「破壊的な挑戦部門」技術課題に採択される[15]。支援金は300万円[16]。
  - 10月5日 - 村木がCRRAを設立。この時点では一人で運営を行っていた[17]。
  - 12月 - 総務省から支給された研究費をもとに、二酸化炭素直接空気回収装置（ひやっしー）の初号機を作成[18][19]。当初は自走式のロボットを予定していた[20]。
- 2019年 - 村木が高校の夏休みに祖父と「ひやっしー」21台を手作りした[21][15]。
- 2018年 - 二酸化炭素直接空気回収装置を山梨県北杜市の小中学校及び北杜市役所須玉総合支所に無料で貸し出した[22]。
- 2019年12月18日 - 回収した二酸化炭素を気体に戻し高圧貯蔵する装置「とるっしー」の初号機を作成[23]。
- 2020年4月7日 - CRRAが一般社団法人化。
- 2021年
  - 2月8日 - 空気中の二酸化酸素を化粧品に活用する研究等でポーラ化成と技術指導契約を締結[24][25]。
  - 2月15日 - イーストタイムズがCRRAの戦略情報発信によるブランディング及びプロモーション分野における戦略パートナーになる[26]。
  - 2月24日 - 農業用温室メーカーのイノチオアグリと、農作物の生育を促進するための太陽電池駆動の温室用二酸化炭素施用装置の共同開発を開始[27]。
  - 3月19日 - 成層圏探査機（後述）もくもく1の放球失敗[28][29][30]。
  - 5月4日 - もくもく2の放球に成功したが、GPSが途絶し回収ならず[31]。
  - 5月24日 - 印刷インキメーカーのサカタインクスと2026年までの5ヵ年の共同研究を開始。二酸化炭素からエタノール・軽油の代替燃料を合成する（E-fuel）技術開発を進め、2023年に生成技術の実用化を目指すとしていた[32][33][34]。
  - 5月26日 - ホリプロとの業務提携を開始[35]。
  - 9月18日 - 村木が内閣府ムーンショットアンバサダーに就任[36][37]。
- 2022年
  - 1月26日 - 二酸化炭素回収装置ひやっしーの第4世代の販売を開始。同時にカーボンニュートラルな「二酸化炭素経済圏」を実現することを目指して、二酸化炭素回収量に応じたポイントサービス「ひやっしーマイル」を開始。ポイントは現在Amazonポイントとして使用できるほか、実店舗での支払いでも使えるよう協賛企業と調整を進めているとしている[38]。また同日、本社を世田谷区赤堤から東京都江東区青海に移転[注 3]。
  - 3月26日 - もくもく2.5の放球に成功したが、着水後に通信が途絶[39][40]。
  - 6月16日 - スマート農業ベンチャーのHappy Qualityと業務提携[41][42]。
  - 7月6日 - ひやっしーマイルに付随し、二酸化炭素回収量に応じてCRRA公式ホームページや公式YouTubeチャンネルであるCRRA国際放送の動画などに出稿できる広告枠が付与されるサービス「まいたんサポーター」を開始[43][44]。後述するCRRA傘下で計画されているそらりんを使った輸送サービス開始時には、各交通機関にも広告を出稿可能とした。
  - 8月30日 - もくもく3放球の無期限延期を発表[45]。
  - 9月15日 - 本社を江東区青海から現在の江東区有明に移転[注 3]。
  - 12月20日 - 山梨県との連携協定を締結[46][47][48]。県はCRRAに二酸化炭素からの代替燃料製造の実証実験の場を提供するほか、回収した二酸化炭素を施設園芸農業で活用して生産性を高める取り組みなどへの協力も視野に入れているとした[49][注 6]。
- 2023年
  - 3月31日 - 機構長の村木が東京大学を退学[52][53]。翌4月1日付で東京医学技術専門学校に入学した[1]。
  - 6月3日 - CRRAで開設予定の航空会社「ウィンドオーシャン航空」（後述）のロゴマーク、及び運用予定のセスナ 172の機体塗装デザイン案を公募[54][55][56]。
  - 10月26日 - コスモエネルギーホールディングスと微細藻類を用いた二酸化炭素の有価物変換に向けた共同検討を開始[57][58]。
  - 11月30日 - サカタインクスとの共同開発契約を早期終了。今後もバイオ燃料生成・電解法による化学合成の2つの精製方法の研究を進め、2025年の合成燃料の社会実装に向けて取り組むとした[59]。
  - 12月4日 - ウィンドオーシャン航空のロゴマーク、及び機体塗装デザインを決定[60]。
- 2024年
  - 5月7日 - 炭素回収技術研究機構株式会社が設立[8]。
  - 8月12日 - 社内設置のフライトシミュレーター体験を「有明スカイゲートウェイ」として収益事業化[61]。
  - 11月6日 - 本社を江東区青海のthe SOHOに移転[62]。
- 2025年
  - 3月17日 - 直接公募による増資[63][注 3]。

## 二酸化炭素回収装置「ひやっしー」
CRRAでは村木が高校生時代に取得した特許及び2021年に出願の特許に基づく小型二酸化炭素回収装置「ひやっしー」の開発・販売を行う。当初の正式名称は「二酸化炭素直接空気回収装置（CARS-α）」で、愛称は温暖化する地球を「冷やす」装置であることに因む。現行第4世代の原理は水酸化ナトリウム水溶液に吸気した空気を通気することで起こる、吸気中の二酸化炭素との中和反応を用いたものである。
年間165億トンの二酸化炭素回収を目指しており、2018年時点のサイズ・性能では282兆台で地球温暖化を止めることができ、装置を24時間稼働できるようになれば47兆台、吸収性能を84倍にできれば5400億台で足りるとした。またひやっしーのみで地球温暖化を止めるのではなく、二酸化炭素排出をゼロにしたうえで余剰分の二酸化炭素をひやっしーで100年かけて回収するという計画であった。2021年8月のインタビューにおいては、村木はひやっしーを世界中に1億台単位で普及させたあと、将来的には大型のDACのプラントを建設し残りの二酸化炭素を除去しようと考えていると述べた。その後村木は2023年の著書で、ひやっしーで目指す二酸化炭素回収は地球上の10％、残り90％を大型DACプラントで回収したいとし、2024年のインタビューでは「ひやっしーはあくまで教育用・啓蒙用の装置。ひやっしー単体で温暖化を止めようとするわけではなく、最初のきっかけ・アイコンとして発明している」と説明した。
2020年10月時点までの改良で初代機（1時間あたり0.04グラム・20ミリリットル）比で性能が195倍・1時間あたり4～5リットルの二酸化炭素を吸収可能、翌2021年8月のインタビューでは、第3世代機を1年間連続稼働させた場合、二酸化炭素を約100kg回収可能である見込みと述べ、同年9月時点では、2017年からの3年で性能が700倍に向上、1時間あたり約5.4グラムの二酸化炭素を回収可能としていた。しかし2021年10月に、それまで二酸化炭素吸収性能の検証に用いていた中和滴定と新たに検証した赤外線によるガス濃度測定で、これまでカタログスペックとして表記していた吸収性能の数値と大幅に異なる結果が出たとして一時販売を停止し、改良ののち2022年1月に新型（第4世代）として販売を再開した。
2024年現在、この第4世代が最新版である。装置の形状は上部にタッチパネルのついたスーツケース型で、縦72センチ、横48センチ、奥行き28センチ。システムのクラウド化による二酸化炭素回収量の可視化や遠隔サポート機能、100%太陽電池による稼働などの機能を備える。仮に火力発電所から供給される電力で稼働させた場合は、発電によって放出される二酸化炭素量がひやっしーが1年間に回収できる量を超えるとして、CRRAは太陽電池による稼働を推奨している。現行機は、二酸化炭素濃度が平均460ppmの環境において装置からの放出エア中の二酸化炭素濃度は平均200ppm、1,300ppm程度の環境では放出エア中の二酸化炭素濃度が約250ppm、4,800ppmの非常に高い二酸化炭素濃度の環境においては放出エア中のCO2濃度が約760ppmであり、吸気中から約60～80%の二酸化炭素を吸収する機能を持つとしている。同社はホームページ上で内部構造を公開し、現行機には4本のカートリッジが内蔵されており、カートリッジの交換頻度は二酸化炭素濃度にもよるものの1～2ヶ月に1回程度、使用済みカートリッジの返送・新しいカートリッジの送付については宅急便で対応するとしている。現状、回収した二酸化炭素を含んだ使用済みのカートリッジは本社で保管しており、後述する「そらりん」の連続的・商業的生産には至っていない。反応で回収できるカートリッジ1本あたりの（内蔵する水溶液が完全に中和するまでに吸収する）二酸化炭素の総量は明記されていないが、初代機比で840倍、1年間に回収できる二酸化炭素量の目安は、二酸化炭素濃度400ppmの環境で平日日中8時間利用した場合に約1kg、毎日24時間連続運転した場合約4.1kgとしている。
またCRRAではアミン修飾多孔質シリカ系二酸化炭素吸収剤（CX-100）を開発中であり、ひやっしーは今後現行の吸収剤から換装するほか、このシリカ系吸収剤を吸入麻酔薬用の二酸化炭素吸収剤として展開することや、他社と製造ライセンス契約による製造・販売を目指すとしている。
ひやっしーの製造から運用、廃棄まで通して見た場合に二酸化炭素排出量が実際にマイナスとなるかについては、2021年時点でライフサイクルアセスメントを行っており、ひやっしー現行機（第3世代）において使用した外部電力（発電所における発電によって発生するもの）以上に二酸化炭素を回収できることが確認できているとしていた。しかし2023年5月時点ではカーボンフットプリントの算出は終わっておらず、その上で村木は二酸化炭素収支について「十分にマイナスに働くんじゃないかなというある程度の勝算はある」と説明した。2019年時点では生産目標75億台、価格はスマートフォン1台分程度を予定しており、2023年時点における第4世代機では、個人プランにして年間約50万円、企業プランで年90万円のレンタル（サブスクリプション）式となっている。
当初2023年度中に完成予定としていた（その後1号機を2024年度中に完成予定とした）中規模二酸化炭素回収装置「ひやっしーパパ」については工場に後付設置することができるような形式を予定しており、1年あたりの二酸化炭素吸収量は36トン程度を目指す。2024年5月末段階で17.7トンを回収可能としている。また船体に取り付けることで海中に溶存する二酸化炭素を回収する装置「ひやっしーまりん」の開発も進めており、2024年中にプロトタイプを完成させ、船舶に搭載して稼働実験を行いたいとしていた。
このほか同社に客員研究員として所属する小学5年生の加藤諄之が二酸化炭素回収ドローンを開発している。しかし二酸化炭素は空気中・海水中に放出された時点で希釈されて濃度が下がり、回収効率が低下してしまうため、二酸化炭素を回収するのであれば自動車や火力発電所等の二酸化炭素発生源から直接回収したほうがより効率的である。ドローン型二酸化炭素回収装置は設置場所を必要としないこと・移動可能であることなどが特徴だとしているが、ドローンについては飛行すること自体にエネルギーを消費し、小型では限られた容量の回収装置しか積載できないが、大型化するほど回収装置そのものの規模に対して機体重が増加、飛行するために必要なエネルギーも大幅に増えてしまう（2乗3乗の法則）ため、「濃度が高い場所へ飛行して二酸化炭素を回収するドローン」というコンセプトは非効率的な装置といえる。
ひやっしーは個人向けのほか、大手自動車メーカーや化粧品メーカー、SDGsに取り組んでいる企業、診療所、私立学校や学習塾その他教育機関、自治体、地域のコミュニティセンターなどに納入しているとしているが、稼働実績や生産台数については明らかでない。また中東の王家から注文が来ているとし、2024年から海外輸出を予定していた。

## 二酸化炭素利用燃料「そらりん」
CRRAが上記の二酸化炭素回収装置「ひやっしー」で回収した二酸化炭素を利用して製造するとしている燃料が「そらりん」である。愛称は「空」気中から作ったガソ「リン」に因む。
現在同社が開発・検討中の二酸化炭素利用燃料は、ひやっしーで二酸化炭素を吸収させたカートリッジ内の液体を微細藻類のスピルリナの培養に使用、産生したグルコースないしグリコーゲンを酵母でアルコール発酵させ蒸留することでバイオエタノールを製造、またそこに廃油を混合し反応させることで軽油相当の燃料、及び副産物として化粧品材料を合成するというもののほか、二酸化炭素を吸収した液体に装置「とるっしー」で塩酸を混合することで気体の二酸化炭素を取り出しタンク代わりのタイヤに貯蔵、この二酸化炭素に銅-グラフェン触媒と、自社固有技術の大気圧プラズマによる表面処理などを組み合わせ、1.5ボルト程度の弱い電圧をかける電解法でメタンやエタノール等の燃料合成を行うというものである。村木は2023年中には電解法での燃料合成を行う計画で、コストはエタノール1リットルあたり約130円程度としていたが、2024年現時点においてエタノール産生が可能な触媒探索の基礎研究段階にある。2025年中に各都道府県に「そらりんスタンド」を設置することを目指している。
微細藻類のクロレラを用いた三菱重工によるバイオエタノールの先行研究はあるが、得られるアルコール量は溶液体積に対して微量であり高効率とは言えず、燃料製造事業としてまとまった量のバイオエタノールを製造するための藻類の培養には広大な敷地と水資源、光合成のための長い日照時間が必須であると考えられる。CRRAと連携協定を締結した山梨県は日本でも雨が少なく日照時間の長い地域であるが、実験用地となる場所については現在までに発表はない。村木も2024年4月のインタビューにおいてバイオ燃料はコスト高になるなど問題があることを挙げ、現在は電解法をバイオ燃料製造に代わるそらりんの製造方法として研究中であるとしている。
また、そもそもこのような二酸化炭素を回収して生成する燃料は熱力学第一法則・熱力学第二法則のために、その燃料を作るために必要なエネルギーのほうがその燃料の持つエネルギーよりも必ず大きくなってしまう。たとえ再生可能エネルギーを用いてこの燃料を生成するとしても、燃料の生成を経ずに再生可能エネルギーを直接利用したほうがより効率的であることを、三菱石油（現・ENEOS）でエネルギーについての調査を行っていた専門家が指摘している。サイエンスライターの佐藤健太郎は、この燃料合成技術が確立したとしても、生成されるそらりんを構成する炭素のうちひやっしーで空気中から回収した二酸化炭素由来の部分は全体の約1割であり、残りの9割は同時に使用する原料の廃油由来の炭化水素鎖であることを指摘し、これを「回収した二酸化炭素から作った人工燃料」と呼ぶべきかどうかについて疑問を呈した 。

## 成層圏飛行「もくもく計画」
2020年から2022年にかけて、CRRAではヘリウム風船を用いた成層圏飛行「もくもく計画」を行った。これは将来的な有人成層圏飛行（宇宙旅行事業）を視野に入れたものであり、CRRAでは「成層圏探査機」と呼称していたが、これまでに実験を行った3基については、いずれもラジオゾンデ規模のものである。実運用時には複数の風船を使用し目標高度まで到達したところで風船の切り離しを行い浮力を調整する方法や、ゼロプレッシャー気球のように風船内のヘリウム量を調整することで高度を維持する方法が検討された。有人飛行の際は与圧服（宇宙服）を着用しての飛行や骨組みの船殻の中に入るかたちでの飛行を予定しており、これに向けてソ連空軍の1970年代の VKK-6高高度与圧服を11万円で調達した。
CRRAは一人あたりチケット100万円、さらには30万円台での宇宙旅行を視野に入れ、当初2021年に日本初の成層圏有人飛行を目指し、2023年に宇宙の入り口ツアースタートを予定していた。2022年3月までに計3基で実験、第4回目はさらに大型で高高度気球程度の規模の「もくもく3」の飛行実験を目指したが、ヘリウム価格の高騰のため2022年8月末をもって計画を一旦無期延期とした。
ヘリウムは元来、化石燃料である天然ガス採掘の副産物としてわずかに産するのみであり、それを風船で毎回使い捨てるという事業モデル自体が地球環境保護を掲げる同社のコンセプトと相性が悪かったと言える。村木は「将来的に持続的にヘリウムを使って打ち上げをしようとは考えていなかった」と弁明し、事業のヘリウム使用からの脱却のため、浮揚ガスとして水素を安全に運用する方法の研究を行っているほか、そらりんを使った熱気球による成層圏飛行などについても検討するとした。
しかし2023年に入り方針を転換。再びヘリウムを使用した飛行実現のため、ヘリウムの調達交渉を再開した。同年8月の機構パンフレットでは、「もくもく3」の実験を2023年中に予定していた（その後2024年中に変更した）ほか、2024年には村木自らが機体に乗り有人成層圏飛行、また2030年度には月面有人探査、2045年に人類初の火星着陸を目指すとした。

## 有明スカイゲートウェイ
2024年、後述する傘下に設立予定の航空会社「ウィンドオーシャン航空」乗員の訓練用として設置しているシミュレーターを使ったフライトシミュレーター体験を「有明スカイゲートウェイ」として収益事業化した。シミュレーターは株式会社UPWIND製でX-Plane 12 Proを使用しており、対応機種はセスナ 172。今後Microsoft Flight Simulator、ボーイング737 ネクストジェネレーションやATR機のシミュレーター導入を計画している。
一般向けのほかに航空従事者有資格者や資格取得希望者向けの割引プランが存在するが、現段階では当該シミュレーターは国土交通省航空局による認定を受けたものではなく、航空機乗組員飛行日誌への飛行時間の算入等は行えない。認定について同社は「規格は満たしており、近い将来取得予定」としている。

## 不老長寿の研究
当社化学生命医療局（LC3）では、老化の制御についての研究を行っており、ヒトの寿命を100～250歳に伸ばすことを目標としている。同局では2022年1月21日から、マイナス80度の超低温冷凍庫を購入するためとしてクラウドファンディングを行った。同クラウドファンディングは2024年10月時点で停止中である。2023年の資料では、出芽酵母を用いて老化プロセスの研究を進めていくとしている。

## CRRA国際放送
CRRA国際放送（CRRA International Television Co.）という公式YouTubeチャンネルを有し、CRRAで行う各プロジェクトのPR・ドキュメンタリー動画等のほか、日本の科学研究の紹介、東日本大震災被災地の取材などの動画を投稿している。2025年1月時点でのチャンネル登録者数は1,360人。チャンネルは「どんな壮大な問題に対しても、人類が明るく前向きに対処できるよう意識改革すること」をコンセプトとし、「研究機関だからこそ成せる、確かな科学的根拠を元に研究者の視点から真実を伝える」としている。もくもく計画において村木が有人成層圏飛行を行う際には、成層圏からのライブ配信を予定。また2021年7月から開始したCRRA国際放送のクラウドファンディング初期には、CRRAが火星に進出した暁には火星に放送局を作るとしていたが、CRRA国際放送の公式サイトは2023年8月にはドメイン失効、現在閲覧できない状態になっているほか、2024年10月時点でクラウドファンディングも停止中である。
前述のとおり、ひやっしーを使用して二酸化炭素回収量ポイント「ひやっしーマイル」を2,000マイル（約4ヶ月分相当）貯め、CRRAへ100万円の支援費を拠出することで、公式ホームページや動画のエンドロールに企業ロゴマークを掲載可能な「まいたんサポーター」制度を2022年7月6日から実施。現在までにサポーターとなった企業はない。

## 資金について
CRRAの運営資金については、現在はひやっしーのレンタル料や企業との共同研究費、サイエンスコミュニケーション事業の収益、スポンサー収入、クラウドファンディングや寄付で賄っているとしている。また、村木の出版した書籍の印税も研究費として使用しているほか、フライトシミュレーター体験事業による収益も研究費に充てる。今後は、CRRA傘下で行うそらりんを使った各種交通機関による運輸事業や、取得予定の二酸化炭素吸収剤特許からのライセンシング収益も見込んでいる。

## 事業所
下記の本社の他に、2023年12月のインタビューでは近日中に北海道に支社を設立する予定があり、2024年中にはアメリカかイギリスにも支社を設置したいとしていた。

### 現在の事業所
- CRRA東京りんかい研究センター（東京都江東区青海） - 本社[62]

### 過去に存在した事業所
- CRRA東京テクノファクトリー（東京都江東区亀戸） - ひやっしー工場[172]
- CRRA新東京サイエンスファクトリー（千葉県野田市サカタインクス株式会社 東京工場内） - そらりん工場[32][33][注 24]
- CRRA東京錦糸町サテライトオフィス（東京都墨田区錦糸） - 営業・管理部門[注 25]

## 関連企業
同社は以下の企業からの支援・マネジメントを受ける。
- コグニティブリサーチラボ（IT企業）[注 26]
- ライファヘッド（コーチング会社）[181][注 27]
- ホリプロ（芸能プロダクション）
- イーストタイムズ（コンサルティング会社）[注 28]

## 船舶・航空機・車両等

### 現在保有する船舶
- 第七成海丸（船舶番号：212-6750千葉）[注 29]

全長14.01m、総トン数9.7トン、最高速度20ノット、2004年新規登録の小型漁船で、「もくもく計画」の試験機回収や社員向けクルーズ等に使用。現在の定繋港は勝浦港で、CRRA傘下に設立予定の海運会社「環太平洋貨客郵船（PCL）」で、この船を使った勝浦と伊豆諸島・小笠原諸島を結ぶ不定期の貨物航路を2022年度内に開設予定とした。大型船では対応が難しい即日配達や、任意の時間の配達が実現可能だとしている。2024年4月時点で就航予定が2025年に延期され、同年11月には船舶のそらりん使用航行そのものについて村木は「2026年ぐらい」とした。

### 現在保有する航空機
- セスナ 172（機体記号：JA3676）[注 31]

1973年製のセスナ製小型機。2022年10月に購入し、同年12月27日に同社の所有として登録された。社員向け遊覧飛行のほか、CRRA傘下に設立予定の航空会社「ウィンドオーシャン航空」で2025年からエアタクシーとして運用予定。社名は村木の名前に因む。合成燃料での飛行・輸送事業を目指す。

### 現在保有する車両
- ヤマハ・ジョグ（オートバイ）

2019年にそらりん計画で使用するために導入。当初4輪バギーでのバイオエタノール使用走行実験を予定していたが、コスト面からオートバイに変更した。愛称は「くろすけ」。

### 過去に保有していた船舶
- 第五金海丸（船舶番号：220-2936新潟）[注 29]

2021年にCRRAが合成燃料での航行・海上輸送実証実験のための研究船にすると発表した、1975年製、全長10.32m、総トン数4.75トン、乗員13名の小型漁船。亡くなった漁師の家族から無償で譲り受けたが、新潟県新川漁港から千葉県勝浦港への回航中に船体部亀裂からの浸水、エンジントラブルなど問題が相次いで発生。回航完了するも同年の台風により損傷、研究船としては運用しないまま2023年6月に廃船となった。船橋部は操船シミュレーターとして改装し、本社内に設ける「CRRA未来科学冒険館」で2023年秋から公開予定としていた。

### 今後運用予定のある鉄道車両
- 国鉄キハ40形気動車
- 国鉄コキ10000形貨車[注 34]

CRRAでは、今後そらりんを使って千葉県房総半島を横断する貨客混載鉄道「西太平洋往還鉄道（WESPAC）」を2026年から運行するという計画を明らかにしている。車両は国鉄キハ40型2両の間に国鉄コキ10000形貨車1両を挟み、小湊鐵道といすみ鉄道の鉄路を利用するかたちで五井駅 - 大原駅間約66kmの運行を予定。

### 今後運用予定のある航空機
- ボーイング737-300C（ボーイング737 クラシック）

2020年代後半に上記機種などで主貨客従のエアライン事業を開始予定としている。

### 今後運用予定のある車両
そらりんを使って運輸業を行う「そらりん運輸」の計画がある。ディーゼル自動車を用い、試薬類やひやっしーの輸送を行うとしている。

### その他
2026年に低軌道に救難探索衛星を投入予定としている。